# Planodema ferruginea
Planodema ferruginea là một loài bọ cánh cứng trong họ Cerambycidae.